# 辽源球蛛
辽源球蛛（学名：Theridion liaoyuanensis）为球蛛科球蛛属的动物。在中国大陆，分布于吉林、山西等地。